# 테일즈 오브 데스티니 2
테일즈 오브 데스티니 2(일본어: テイルズ オブ デスティニー2, 영어: Tales of Destiny 2)는 플레이스테이션 2 버전은 일본은 2002년 11월 18일, 대한민국은 자막&음성 한글화하여 2003년 4월 (빅히트판은 2005년 9월 8일에 출시)에 발매된 플레이스테이션 2용 RPG. 플레이스테이션 포터블 버전은 일본은 2007년 2월 15일, 대한민국은 2007년 3월 7일에 일본어판(매뉴얼은 한국어) 그대로 출시되었다.

## 개요
《테일즈 오브》시리즈의 메인 타이틀 4번째 작품으로, 시리즈 2번째 작품인 《테일즈 오브 데스티니》의 직접적인 속편. 약칭은 〈데스티니 2〉, 혹은 타이틀의 머리글자를 따 〈TOD2〉. 테일즈 특유의 고유 장르명은 〈운명을 해방시키는 RPG〉.
본 작품은 《테일즈 오브》시리즈 첫 PS2 작품인 것과 동시에, 첫 속편 작품이기도 하다. 하지만 전작 《데스티니》와는 개발사가 달라 설정 등이 어긋나기도 했다.
전투 중의 조언이나 승리시의 교섭, 승리 포즈의 복수화, 그레이드 시스템 등, 본 작품에서 처음으로 도입되어 후에 다른 작품에 등장하게 된 요소도 있다.
《테일즈 오브 이터니아》의 영문판 타이틀이 《Tales of Destiny II》가 되었기 때문인지, 본 작품의 영문판은 발매되지 않았다(참조).
The 6th CESA GAME AWARDS FUTURE 우수상을 수상.
2003년 11월 6일에는 메가힛트로서 2005년 7월 7일에는 PS2 the Best로서 염가판이 발매.

## 스토리
《데스티니》로부터 18년 후의 세계. 스탠과 루티의 아들 카일이 주인공. 루티는 고아원을 운영하며 장난꾸러기인 아이들을 돌보고 있었다. 카일은 아버지 스탠에 대해 어머니에게 몇 년 전 모험을 하기 위해 집을 떠나 여행을 하고 있다고 듣고 있었다.
어느날, 형인 로니가 고아원에 돌아온다. 고아원의 빚을 갚기 위해, 로니와 카일은 300만 갈드의 가치가 있다는 렌즈를 얻기 위해 〈라그나 유적〉으로 향한다. 유적에서 중요한 렌즈를 발견하지만, 렌즈는 돌연 부서지며 '리아라'라고 하는 신기한 소녀가 나타난다.
카일 형제에게 차갑게 굴며 영웅을 찾고 있다는 리아라에게, 자신이 그 영웅이라고 말하는 카일. 하지만, 리아라는 카일의 말을 부정하며 떠나 버린다. 카일은 영웅이 되기 위해, 그리고 리아라에 자신이 영웅인 것을 증명하기 위해 여행을 결의한다.
이윽고 그 여로중에 카일은 자신의 운명을, 영웅으로 불리는 것의 대한 무거움과 책임을 깨닫게 된다. 세계를 구할 것인가, 리아라를 구할 것인가, 두가지 중 하나를 선택하게 되었을 때, 카일은 처음으로 영웅이란 무엇인가를 생각한다.

## 캐릭터
카일 듀나미스(일본어: カイル・デュナミス, Kyle Dunamis)
15세 / 신장 160cm / 체중 55kg
성우 : 후쿠야마 쥰 (일본), 엄상현 (한국)
아버지인「스탄」과 어머니인「루티」, 두 영웅 사이에서 태어난 소년. 카일이 어릴 때 스탄은 모험을 떠나버렸기 때문에 루티가 경영하는 듀나미스 고아원에서 로니와 함께 자랐다. 얼굴도 모르는 아버지를 동경하며 자신도 언젠가는 영웅이 될 것이라고 굳게 믿고 있다. 이와 같은 단순한 성격과 특유의 잠버릇은 부친에게 물려받은 것이다.
리아라(일본어: リアラ, Reala)
16세(외모상) /키 155cm /체중 41kg
성우 : 유즈키 료카 (일본), 양정화 (한국)
거대 렌즈 안에서 홀연히 나타난 수수께끼의 소녀. 그녀의 존재에 의해 카일은 모험으로 인도된다. 호기심이 왕성하고 밝은 성격이긴 하나 지나치게 진지하고 책임감이 강한 면도 있다. 어떤 일이든 자기 스스로 해결하려 하기에 혼자서 끙끙 앓는 경향이 있다.
로니 듀나미스(일본어: ロニ・デュナミス, Loni Dunamis)
23세 / 신장 180cm / 체중 75kg
성우 : 세키 토시히코 (일본), 김영선 (한국)
듀나미스 고아원 출신. 어릴 때부터 같이 지내온 카일에게는 친형과도 같은 존재이다. 경박한 언행 때문에 가벼운 인상을 풍기기도 하지만 속은 정의감이 넘치는 듬직한 청년. 언제나 무모함의 극을 달리는 카일을 뒤에서 돌봐준다.
쥬다스(일본어: ジューダス, Judas)
16세 / 신장 159cm / 체중 48kg
성우 : 미도리카와 히카루 (일본), 변종필 (한국)
카일이 위기에 처할 때마다 등장하는 수수께끼의 검사. 언제나 가면으로 얼굴을 가리고 있어서 그가 누구인지는 알 수 없다. 카일을 도와주는 이유도 알 수 없다.
나나리 프렛치(일본어: ナナリー・フレッチ, Nanaly Fletch)
19세 / 신장 162cm / 체중 49kg
성우 : 카와카미 토모코 (일본), 카카즈 유미 (일본) (TOVS 이후) 윤여진 (한국)
아름다운 여전사. 궁술에 대해선 남자들도 혀를 내두를 정도의 실력가. 자신만의 가치관이 뚜렷하고 지나칠 정도로 심지가 굳은 편이나 정에 약하고 실은 굉장히 마음이 여리다. 요리나 바느질이 취미인 여성적인 면도 지니고 있다.
해롤드 벨세리우스(일본어: ハロルド・ベルセリオス, Harold Belserius)
23세 / 신장 149cm / 체중 35kg
성우 : 히라마츠 아키코 (일본), 이명선 (현:이계윤) (한국)
유명한 천재 과학자. 이름이나 공적 때문에 남자로 오해 받지만 본인은 전혀 개의치 않고 있다. 과학 이외엔 거의 아는 게 없어 어린 아이와 비슷한 수준이다. 연구에만 너무 집착한 나머지「샘플 좀 되어줘」 「해부 좀 하게 해줘!」라는 무시무시한 말을 입버릇처럼 달고 다닌다.
엘레인 (일본어: エルレイン, Elrane)
27세 / 신장 160cm / 체중 43kg
성우 :사카키바라 요시코 (일본), 문선희 (한국)
현 아타모니 신단의 지도자로 있는 여신관. 신자들로부터는 성녀로 불리며 추앙받고 있지만 실제로는 사람들의 행복을 위해서는 수단을 가리지 않는다는 철저하고 냉철한 미녀이다. 리아라와 마찬가지로 플투나에 의해 창조된 두 성녀이다.
플투나(일본어: フォルトゥナ, {{lang|en|Fortuna})
성우 :시마즈 사에코 (일본), 김나연 (한국)
본작의 최종보스, 사람들의 행복해지고 싶다는 사념이 렌즈에 축적되고 구현된 신이다. 신으로서의 몸을 얻었지만 완전한 형태로는 강림하지 않았기 때문에 목적을 실현시키기 위해 자신의 분신이 되는 리아라와 엘레인을 창조했다.

## 평가
| 평론 점수 | 평론 점수   |
| 평론사    | 점수        |
| --------- | ----------- |
| 패미츠    | 33/40 (PS2) |
| RPGFan    | 86% (PS2)   |

| 수상                    | 수상              |
| 평론사                  | 수상              |
| ----------------------- | ----------------- |
| CESA Game Awards 2005   | Future Game Award |
| Famitsu                 | Gold Award        |
| PlayStation Awards 2005 | Gold Award        |